# Gérard Prunier
Pour les articles homonymes, voir Prunier (homonymie).
Gérard Prunier, né le 14 octobre 1942 à Neuilly-sur-Seine (Seine), est un historien français (et canadien par naturalisation) spécialisé dans la corne de l'Afrique et l'Afrique de l'Est.

## Biographie

### Formation
Gérard Prunier a fait des études de sciences politiques (à l'Institut d'études politiques de Paris de 1961 à 1966) et une licence de sociologie (à la faculté des lettres et sciences humaines de Nanterre de 1966 à 1969), avec une année de mobilité à l'université Harvard et un séjour à Caracas au Venezuela. Il a ensuite obtenu en 1981 un doctorat en histoire africaine à l'École des hautes études en sciences sociales avec une thèse intitulée La question indienne en Ouganda (1894-1972).

### Parcours professionnel
Ayant choisi de s'installer au Canada en 1970, il y enchaîne diverses activités avant d'être envoyé comme coopérant en Ouganda par le Service universitaire canadien outre-mer (SUCO). Devant les exactions d'Idi Amin Dada, il se réfugie en Tanzanie (1972-1974) et revient finalement au Canada où il est travailleur social à Ottawa avant de tenter un retour à la terre dans les montagnes Rocheuses (1976-1979). Cette expérience aboutissant à une impasse, il décide alors de revenir à Paris pour écrire sa thèse et militer pour le Parti socialiste. 
Il rejoint le CNRS à Paris en tant que chercheur sur le domaine africain (il effectue des missions en Égypte, au Soudan, en Ouganda, au Kenya, en Éthiopie, à Djibouti, en Somalie, au Rwanda, au Burundi, au Congo-Kinshasa).
En 1994, il démissionne du Parti socialiste à cause de la politique française au Rwanda. En juillet de la même année, il conseille les militaires français dans le cadre de l'opération Turquoise qui se déploie au Rwanda et assiste Jean-Christophe Rufin qui pour mission de mettre en place une ligne directe pour éviter des affrontements entre les troupes du Front patriotique rwandais (FPR) et les militaires français,.
Il est détaché du CNRS comme directeur du Centre français des études éthiopiennes à Addis-Abeba de 2001 à 2006.
Gérard Prunier a publié plusieurs livres et plus de 120 articles.
Les aventures du héros du roman En désespoir de causes de Denis Tillinac présentent des ressemblances frappantes avec la vie de Gérard Prunier, qui l'a sans aucun doute très fortement inspirée.

## Principales publications
- Gérard Prunier (dir.) et Jean-Pierre Chrétien (dir.) (contributions présentées à la suite d'une table ronde internationale organisée par le Centre de recherches africaines, Paris, 21-22 février 1986), Les ethnies ont une histoire, Paris, Karthala, 1989 (réimpr. 2003, avec une nouvelle introduction  (ISBN 2-84586-389-6)), 442 p. (ISBN 2-86537-226-X, présentation en ligne)[7].

- (en) The Rwanda Crisis : History of a Genocide, New York, Columbia University Press, 1996, 389 p. (ISBN 978-0-231-10408-1)
- Rwanda : 1959-1996 : histoire d'un génocide  (trad. Denise Luccioni), Dagorno, vers 1997 (réimpr. 1998, Rwanda : le génocide, avant propos de Patrick de Saint-Exupéry) (1re éd. 1996, The Rwanda crisis, history of a genocide), 514 p., 20 cm (ISBN 2-910019-50-0)
- Le Darfour. Un génocide ambigu, Éditions de La Table Ronde, 27 octobre 2005 (ISBN 978-2-7103-2814-8)
- (en) From Genocide to Continental War : The "Congolese" Conflict and the Crisis of Contemporary Africa, C. Hurst & Co, 2006, 529 p. (ISBN 978-1-85065-665-4)
- Urgence Darfour avec Morad El Hattab (direction), André Glucksmann, Bernard Kouchner, Bernard-Henri Lévy, Jacques Julliard, Gérard Prunier, Jacky Mamou, Richard Rossin, Philippe Val, Des idées et des hommes, 2007,  (ISBN 978-2-3536-9025-1).
- L'Éthiopie contemporaine (directeur), Addis Abeba et Paris, CFEE-Karthala, 2007, 440 p. (ISBN 978-2-84586-736-9)
- (en) Africa’s world war. Congo, the Rwandan genocide, and the making of a continental catastrophe, Oxford/New York, Oxford University Press, 2009, 529 p. (ISBN 978-0-19-537420-9)
- (en) Gérard Prunier (éd.) et Eloi Ficquet (éd.), Understanding contemporary Ethiopia, London : Hurst, 2015, XVI-521 p., 22 cm (ISBN 978-1-8490-4261-1 et 1-8490-4261-6)
- (en) The country that does not exist : a history of Somaliland, London : Hurst & Company, 2021, VIII-279 p., 23 cm (ISBN 978-1-78738-203-9)
- Cadavres noirs  (préf. Marc Dugain), Gallimard, coll. « tract », 2021, 48 p., 15.1 x 0.4 x 21 cm (ISBN 978-2072955952)
- L'amour est plus dangereux que la mâchoire des crocodiles, Paris, Gallimard, 2022, 176 p. (ISBN 9782072982798)
- (en) Colonialism Devours Itself: The Waning of Françafrique, Hurst Publishers, 2024, 264 p. (ISBN 9781911723653)